# Thilo Schoder
Thilo Schoder, celým jménem Karl Wilhelm Thilo Schoder (12. února 1888 Výmar - 8. června 1979 Kristiansand) byl německý architekt, který od roku 1932 žil a pracoval v Norsku.

## Život
Thilo Schoder byl nejmladším z pěti dětí. Od roku 1907 studoval interiérový design na Großherzoglich Sächsischen Kunstgewerbeschule ve Výmaru, tato škola byla vlastně předchůdcem Bauhausu. Po skončení v roce 1911 působil jako hospitant Großherzoglich Sächsischen Baugewerkenschule ve Výmaru u tehdejšího ředitele Paula Klopfera. Následně absolvoval stáž u Josefa Hoffmanna jako kreslíř a pracoval také na oddělení módy ve Wiener Werkstätte. Schoder se vrátil do Výmaru v roce 1912, aby pracoval v ateliéru svého učitele Henryho van de Velde.
Od roku 1916 Schoder pracoval pro společnost Golde v Geře jako umělecký poradce a do Gery se také přestěhoval. Ve svých návrhzích často kombinoval uměleckou a průmyslovou tvorbu. V roce 1917 byl povolán na frontu. Po skončení první světové války se Schoder stal jedním z nejvýznamnějších architektů modernistického hnutí Neues Bauen na východě Durynska. V roce 1919 byl jmenován do svazu Deutscher Werkbund a v roce 1922 do svazu Bund Deutscher Architekten. V březnu 1932 se vzdal funkce kvůli nedostatku objednávek v důsledku velké hospodářské krize a na konci roku emigroval do Norska, domovské země své druhé manželky Bergljot Schoder. V roce 1936 získal norské pracovní povolení jako architekt a otevřel architektonickou kancelář v Kristiansandu. Vzhledem k politické situaci v Německu přijal v roce 1938 norské občanství.
Od roku 1936 se Schoder podílel na rozšiřování rezidenční čtvrti "Hannevik Terrassen": vytvořil obecný plán rozvoje a realizoval několik bytových domů. Jeho úsilí o získání většího vlivu v norské architektuře bylo přerušeno německou okupací Norska ve druhé světové válce. Schoder byl v roce 1940 kvůli svým kritickým poznámkám k politickém vývoji v Německu, které publikoval v místním tisku, zatčen gestapem. Poté byl donucen se zapojit do plánovacích prací pro německý Wehrmacht v Norsku. Politická rehabilitace v poválečném období umožnila Schoderovi vstoupit do Norské komory architektů. Díky četným návrhům obytných a komerčních budov se Schoder stal jedním z předních architektů v jižním Norsku.
Thilo Schoder zemřel v Norsku ve věku 91 let. Jeho syn Bjørn Schoder provozuje od počátku šedesátých let architektonickou kancelář.

## Dílo

### Liberec, Česko
V České republice byla realizována jen jedna stavba Thilo Schodera, a tou je vila průmyslníka a obchodníka Franze Strosse nad libereckou přehradou. Byla postavena v letech 1923-25 ve stylu dynamického expresionismu. Jedná se o nejrozsáhlejší stavbu tohoto architekta určenou pro soukromé účely.
Zadavatel zakázky měl v úmyslu vybudovat na pozemku poněkud výstřední rodinné sídlo připomínající loď. Schoder jeho představu naplnil návrhem podlouhlé stavby s výraznými oblinami a horizontálními liniemi. Dojem parníku podporují i výrazné terasy na "přídi" a "zádi". Budova je vybavena exkluzivními materiály (exotická dřeva z Afriky, různé druhy mramorů...) a náklady na ni činily 6 500 000 korun.
Majitelé žili ve vile 11 let, poté byli nuceni kvůli svému židovskému původu odcestovat do Jižní Ameriky. Vilu během druhé světové války obsadila německá policie, poté v ní byla školka a zdravotní ústav. Dnes (2019) ve vile sídlí Krajská hygienická stanice Libereckého kraje. V roce 2003 by objekt rekonstruován, zbaven novodobých vestaveb a došlo též k repasování dochovaných původních prvků.

### Gera, Německo
- Interiér divadelní restaurace (1921)
- Frauenklinik Schäfer, Gagarinstraße 19 (1929)
- Bytový dům Ulmenhof (1930/1931)
- Bytový dům Hans Simmel, Vollersdorfer Straße 13, v osadě Heinrichsgrün (1928/1929 jako experimentální budova)
- Julius-Sturm-Straße 6, obytný dům Wilhelm Erich Meyer (1926/1927)
- Skleník vily Schulenburg (1919)
- Tovární budova Traugott Golde AG ve Wiesestrasse 202 (1918-1921, rozšířena v letech 1925 a 1929)
- Různé tovární budovy vlnařské a hedvábařské tkalcovny Schulenburg & Bessler (1925-1928)
- Bytové domy Kratzsch / Schumann na Walter-Erdmann-Straße 28 a 30 (1928-1931)
- Fontána v Dahliengarten (1930)
- Sídliště Am Galgenberg (1929-1931)
- Obytný dům Rudolfa Sparmberga na Franz-Petrich-Straße 30 (1930/1931)
- Obytný dům Dr. Kurta Gröbeho na Roschützer Straße 10 (1928-1930)
- Zahradní dům Dr. Rudolfa Paula na Herderstrasse 35 (1928)
- Obytný dům Georga Halperta na Kurt-Keicher-Straße 11 (1925/1926)

### Výmar, Německo
- Obytný dům Lessner, Freiherr-vom-Stein-Allee 34 (1922/1923)

### Kristiansand, Norsko po roce 1932
- Bytové domy na Hannevik Terrassen (1936-1938)
- Obytné domy v Oddernesveien (1938/39)
- Bytový dům ve Flaten 16
- Sídliště v Solbyggu (1946-1948)
- Dům Drange (1948)
- Restaurace Avenyen
- Dům v Arenfeldts vei

### Další lokality
- Dvoupatrový dům Döberitz / Möbius v ulici Uhlandstraße 8/10 v Altenburgu (1927/1928)
- Dům Findeisen (obytný dům) v zahradě ulice 24 v Berga an der Elster (1930/1931)
- Obytný dům Heinze Baeckera na Farnstraße 48 v bochumské čtvrti Wiemelhausen (1927/1928, zničeno v roce 1944)
- Bytový dům Ernsta Dauterta na Wartburgstraße 47 v erfurtské čtvrti Hochheim (1930)
- Dům Willyho Schodera na Schwarzwaldstraße 144 ve frankfurtské čtvrti Sachsenhausen (1934/1935)
- Sídliště "Am Neuen Haus" v Hermsdorfu (1926/1927, společně s Ernstem Trommlerem)
- Obytný dům pro Schoderovu sestru Marie Gutheil-Schoder v Masserbergu (1912/1913)
- Rezidenční zástavba Altenburger Straße 56-58 (osada Meuselwitz) v Meuselwitzu (1927/1928)
- Přádelna Franze Fritsche v Neustadt an der Orla (1922)
- Strojírenský závod Seelemann Neustadt an der Orla (1922/1923)
- Sídliště Rötha v Rötha (1927/1928)
- Rezidenční komplex Ruhla v Altensteiner Straße 16-28a v Ruhla (1927/1928, spolu s Erikem Dorstem)
- Sídliště Saalfeld v Saalfeldu (1927/1928)
- Sídliště v Zwenkau (1927-1929)
- Okresní nemocnice v Zwenkau (1928-1930)

## Galerie

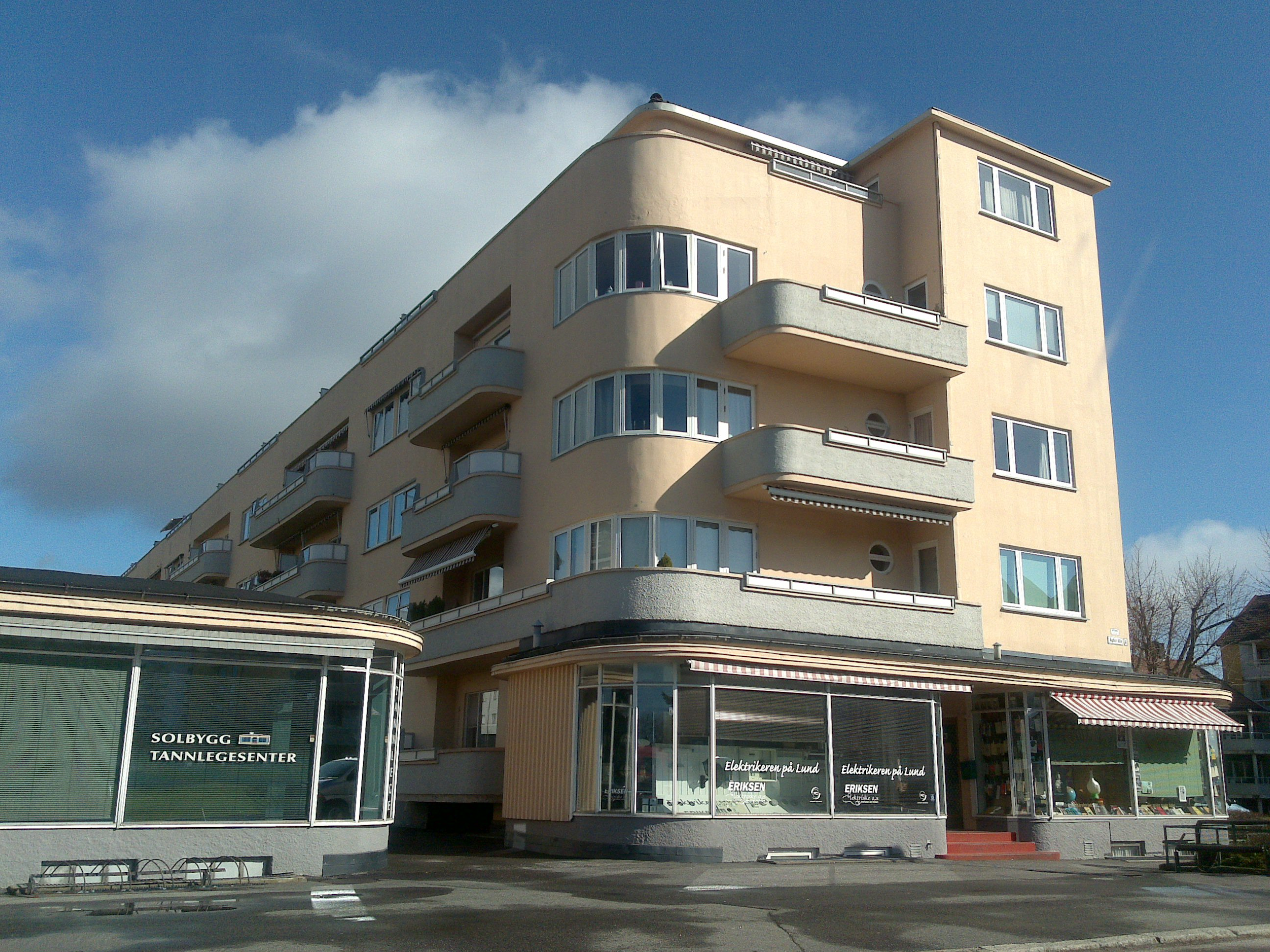
Solbygg, Kristiansand
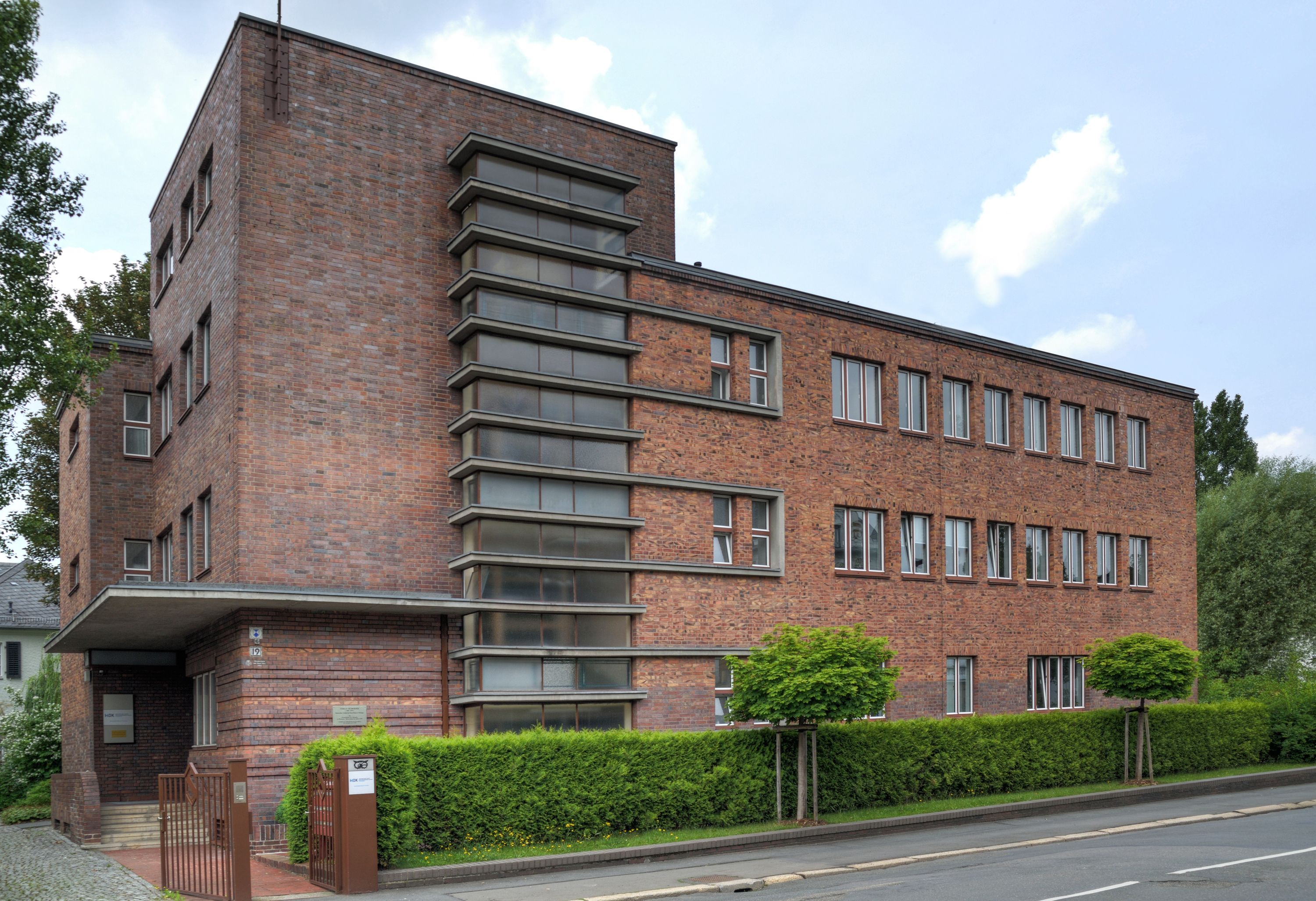
Frauenklinik Schäfer, Gera
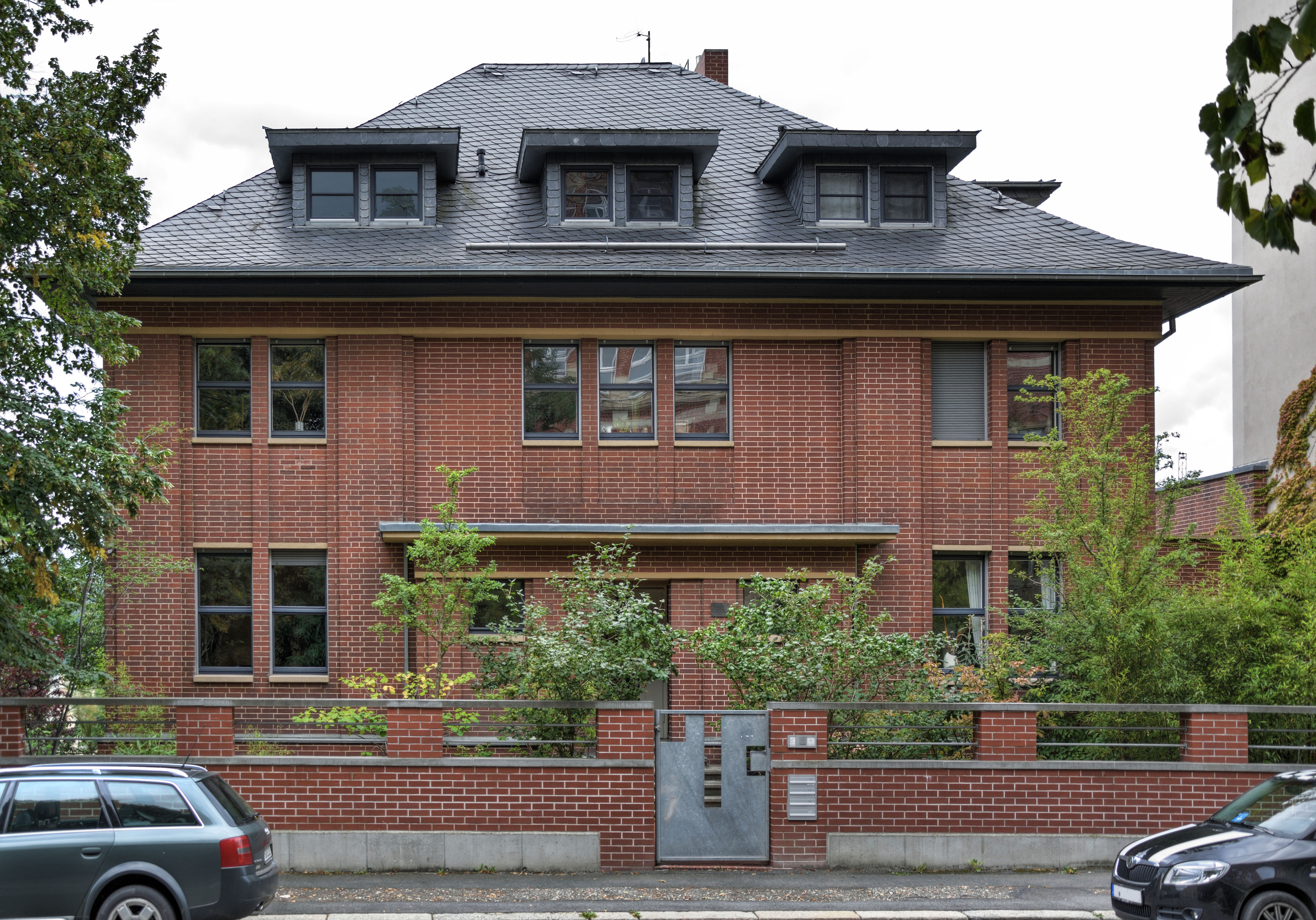
Obytný dům Halpert, Gera
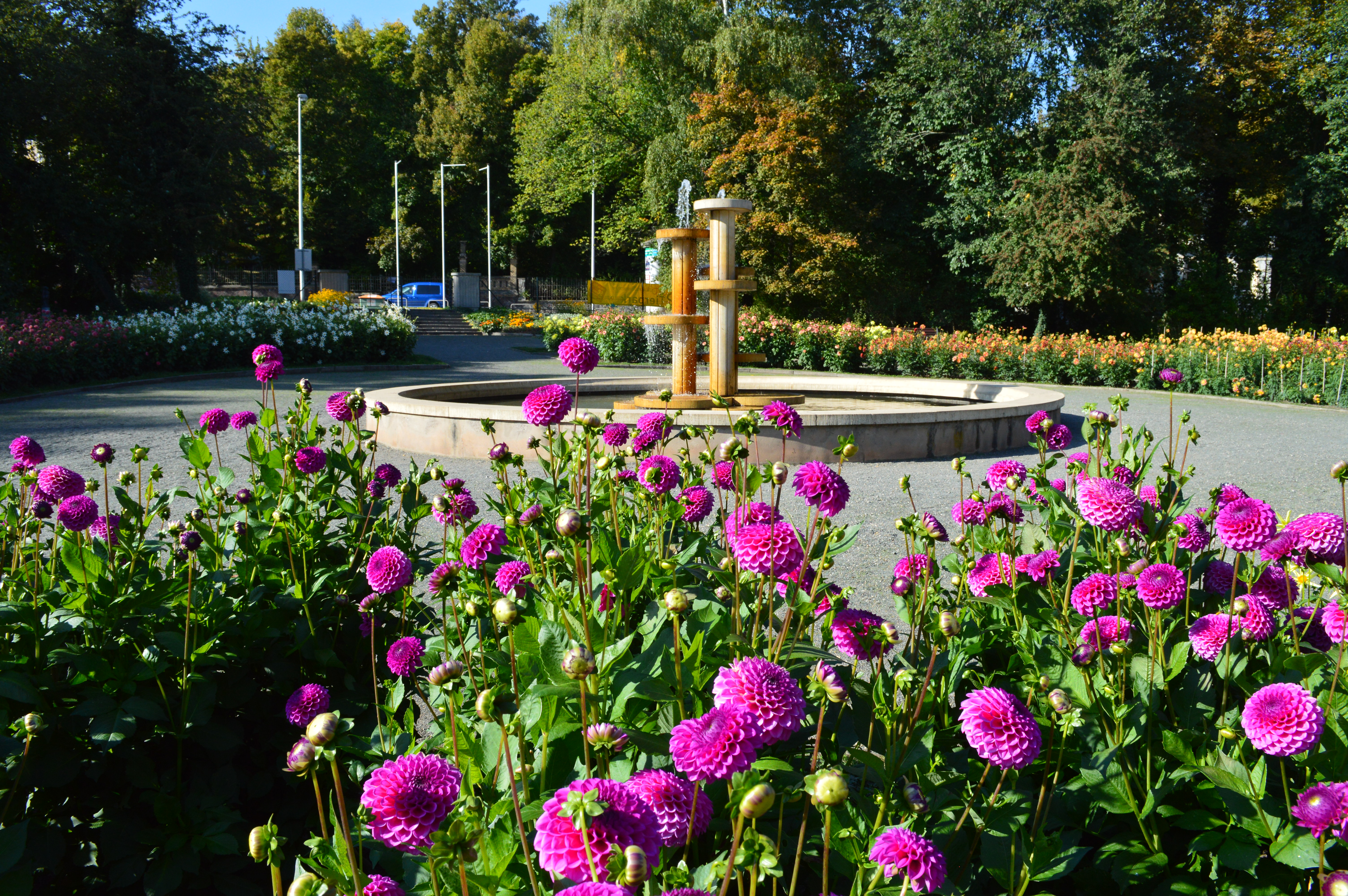
Fontána v Dahliengarten, Gera
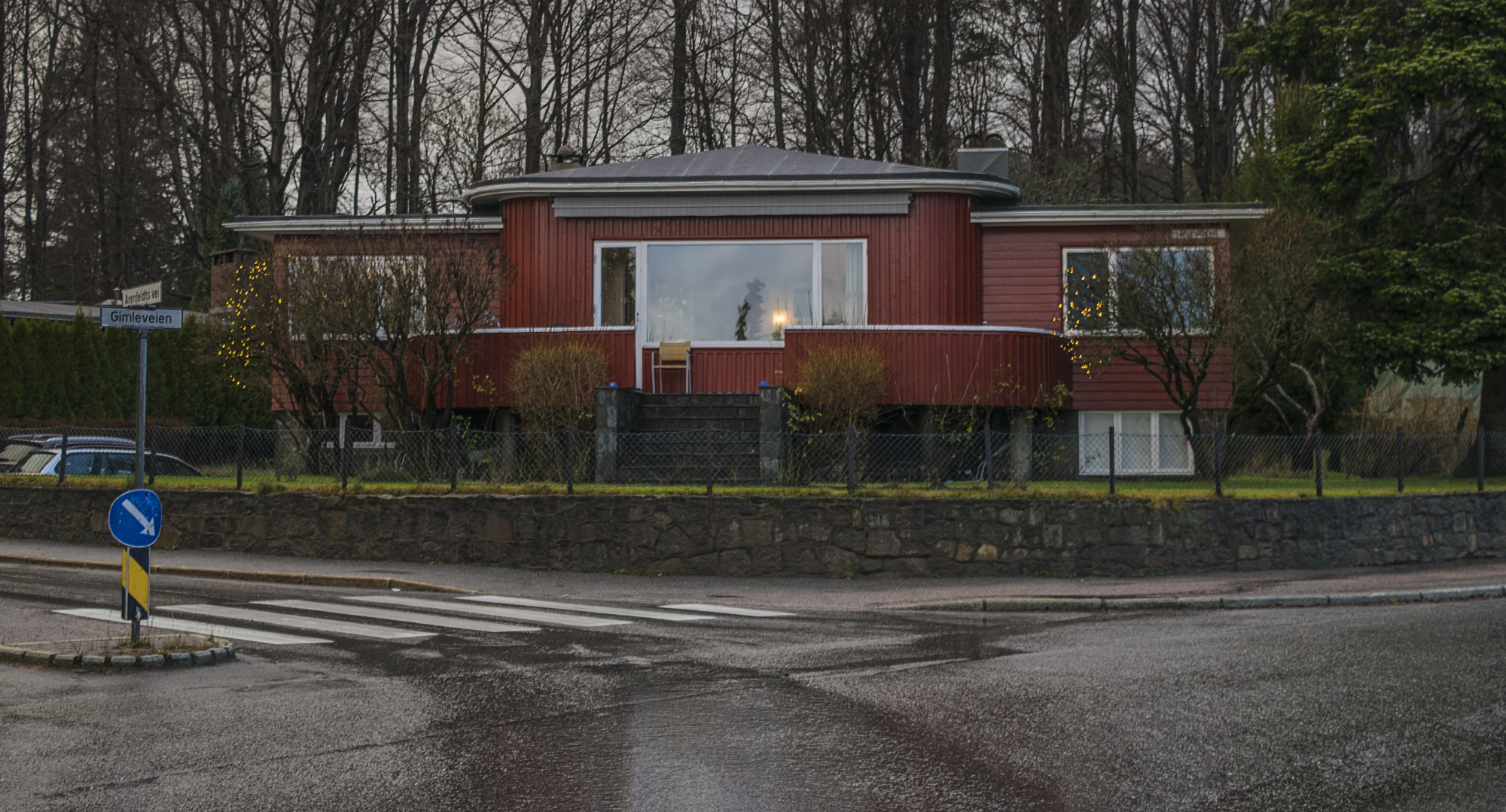
Arenfeldts vei, Kristiansand
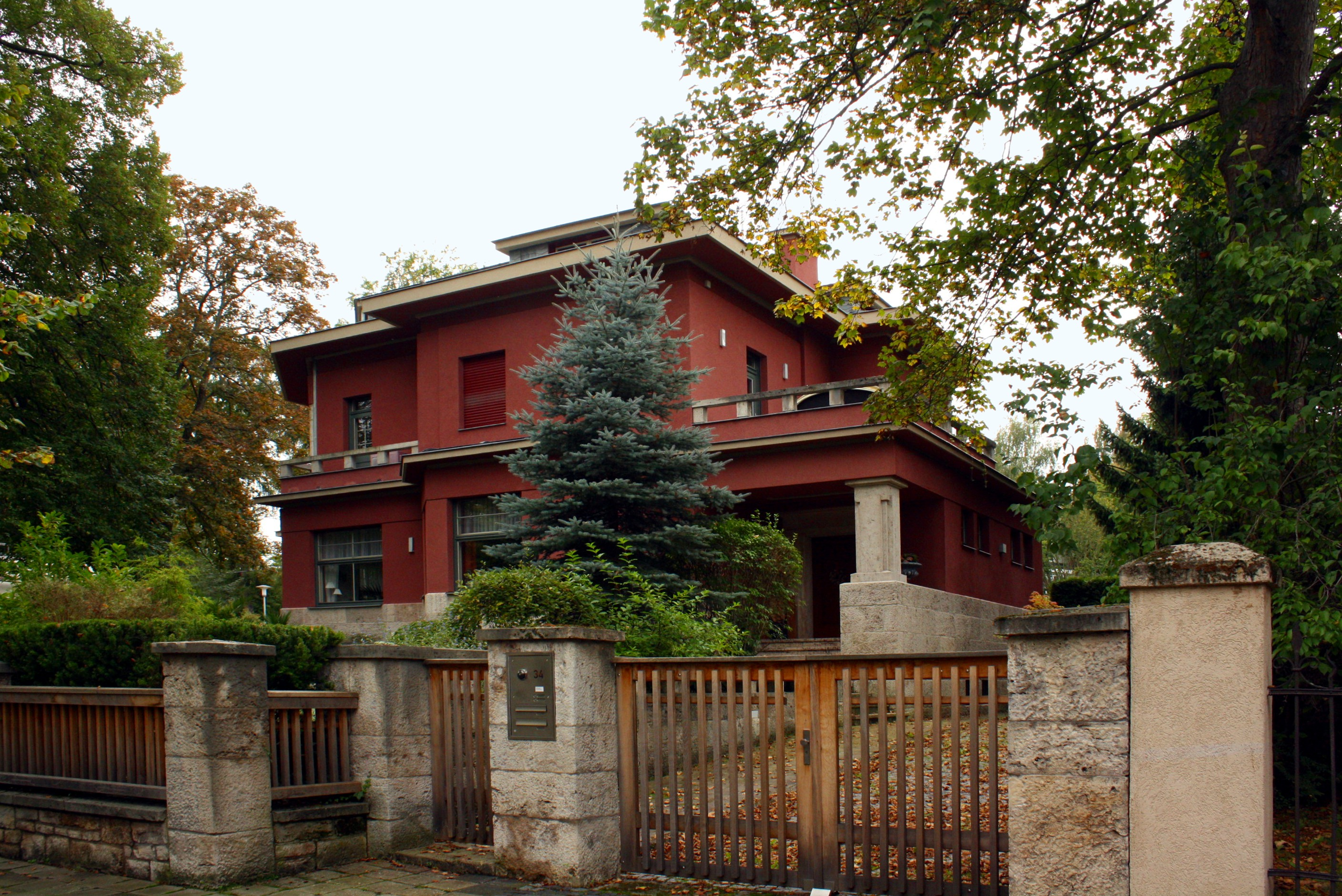
Obytný dům Lessner (tzv. Villa Tusculum), Výmar
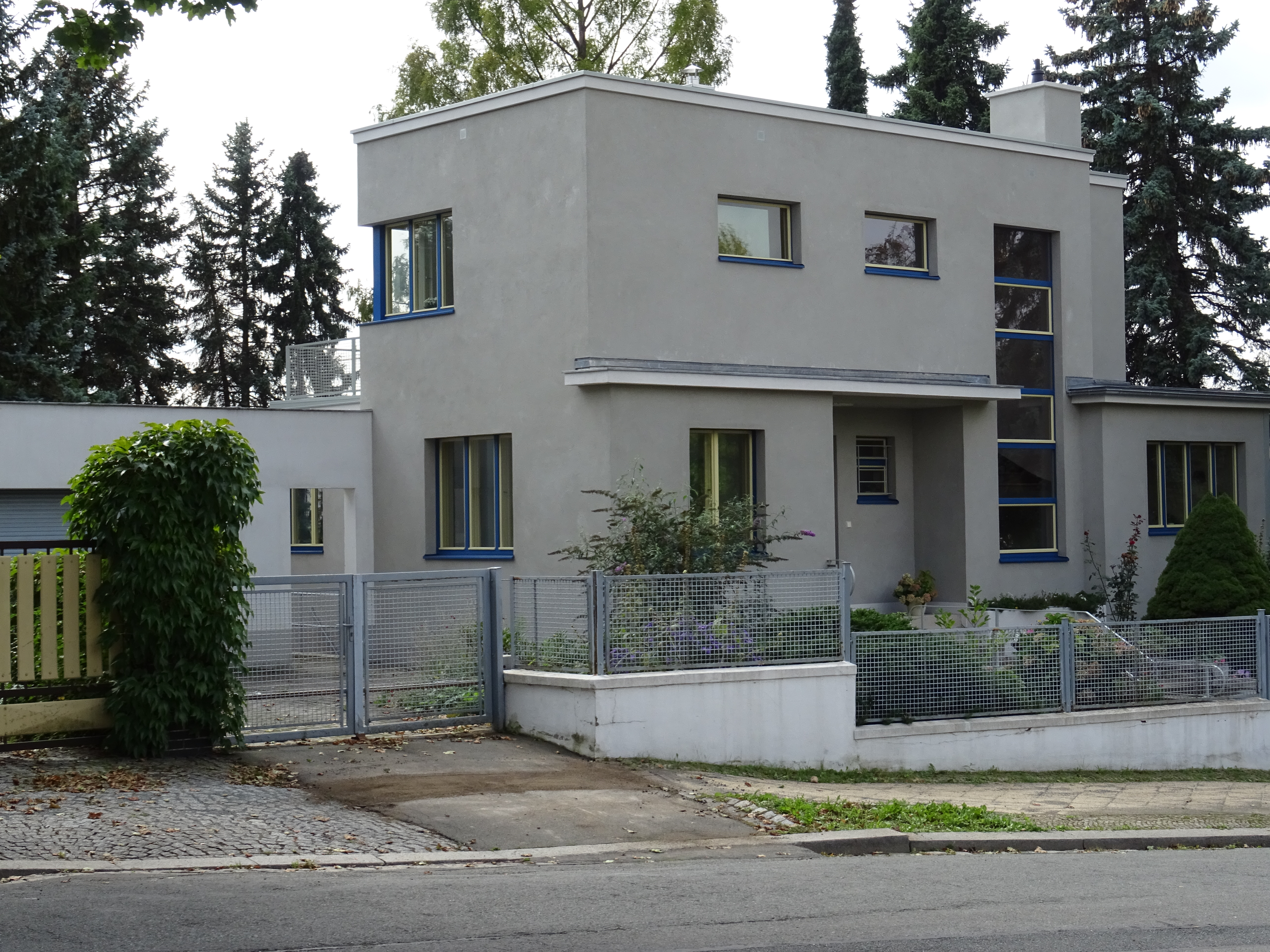
Obytný dům Sparmberg, Gera
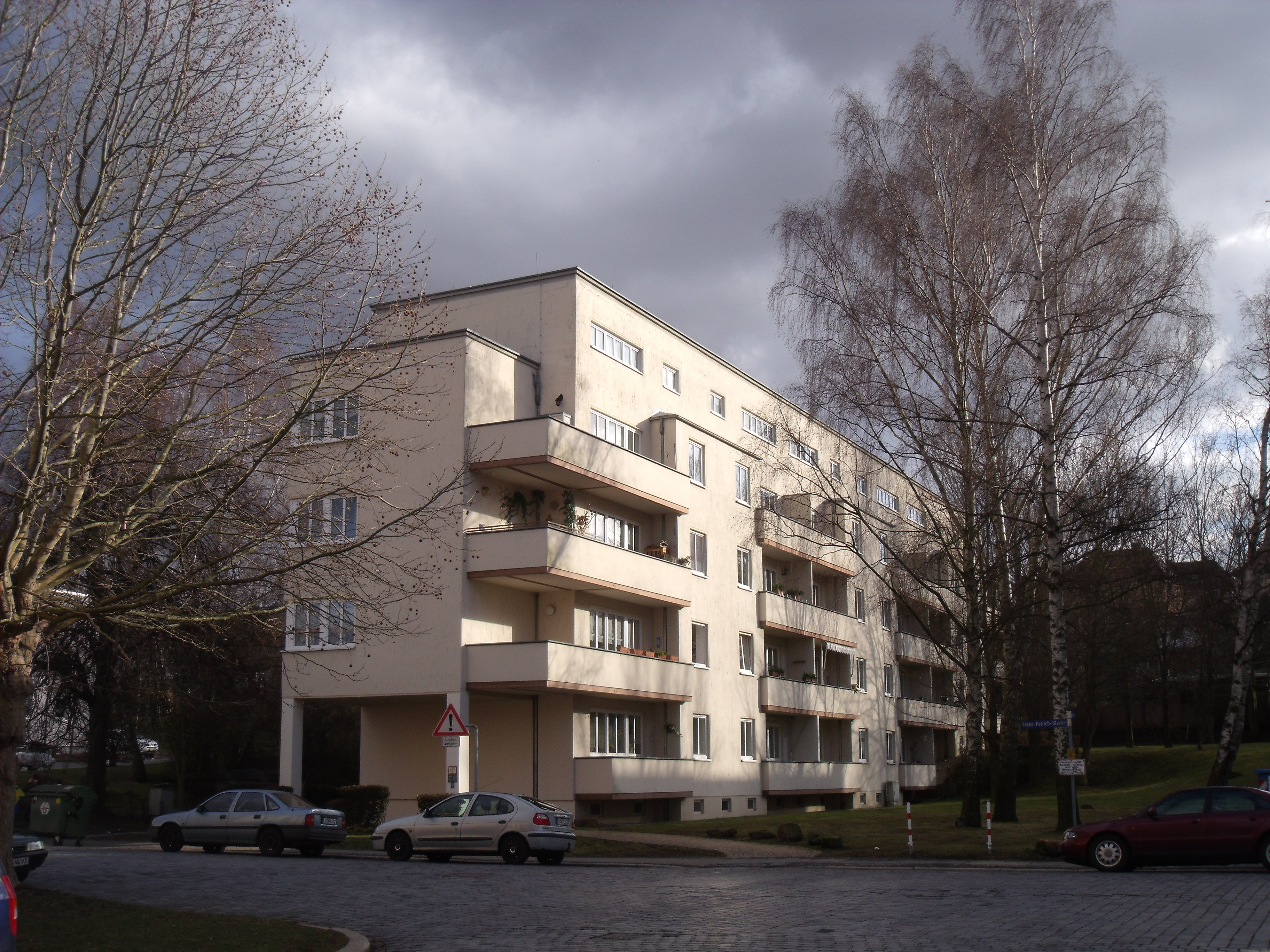
Ulmenhof, Gera
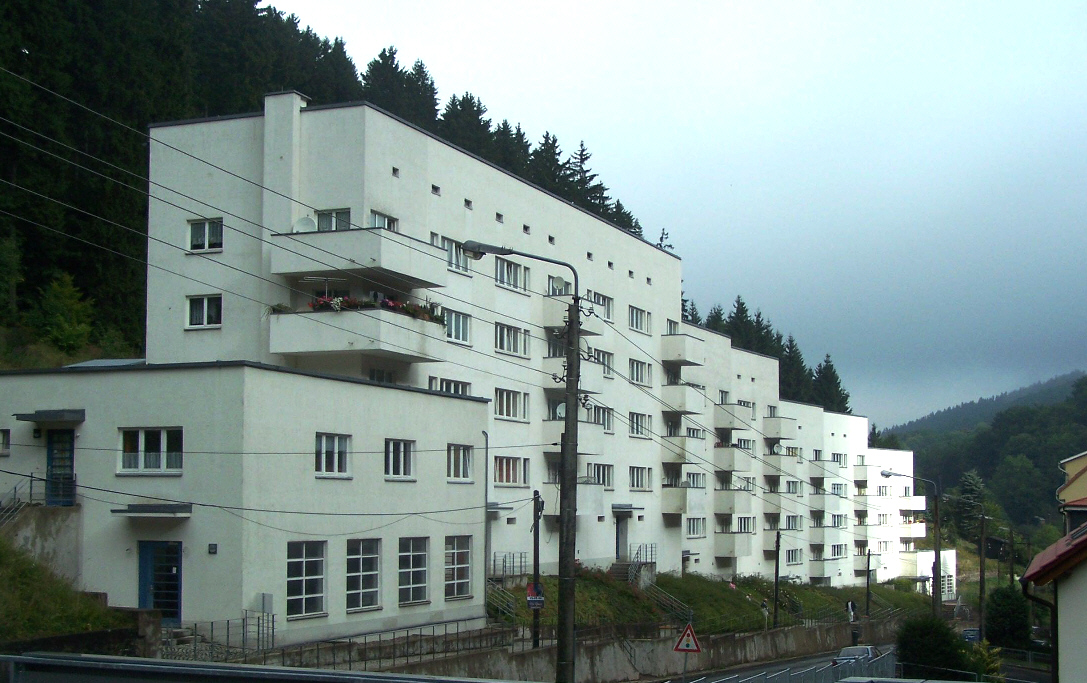
Rezidenční komplex Ruhla